# Бифштекс (нацист)
«Бифштекс» (нем. Rindersteak) или «Ростбиф» — термин поздней Веймарской республики и нацистской Германии для описания анархистов, коммунистов, социалистов и либералов, вступивших в НСДАП. Одним из первых это явление описал Конрад Гейден, немецкий журналист и историк еврейского происхождения, покинувший Германию после прихода национал-социалистов к власти. В опубликованной в 1936 году биографии Гитлера он отметил, что в СА было немало бывших коммунистов и социал-демократов. Некоторые штурмовые отряды называли «бифштексами»: коричневые снаружи, красные внутри. Смена политической партии в поздние годы Веймарской республики была настолько распространена, что в отрядах СА даже была шутка на эту тему: «в нашем штурмовом отряде есть три нациста, но скоро мы их вышвырнем».
Этот термин также использовался для обозначения людей из рабочего класса в СА, которые симпатизировали левому крылу НСДАП во главе с Отто Штрассером и Грегором Штрассером. Образ «бифштексов» подразумевал, что они, будучи одетыми в нацистскую боевую форму и избивая «красных», сохраняли в своей основе коммунистические и социалистические симпатии. Это, по мнению некоторых исследователей, показывает их поверхностное понимание сути нацизма, так как после прихода Гитлера к власти он ликвидировал лидеров левого крыла НСДАП и часть руководства СА во главе с Эрнстом Рёмом. Обещания программы НСДАП, связанные с массовой национализацией собственности, перераспределением богатств от богатых к бедным, ликвидации нетрудовых доходов, конфискации земель помещиков, ликвидации профессиональной армии и замены ее вооруженным народом, так и не были выполнены. Примечательно, что в резиденции Геринга на секретной встрече Гитлера 20 февраля 1933 года с 25 немецкими промышленниками будущий фюрер открыто заявил им, что не собирается выполнять «социалистическую» часть программы национал-социализма.

## Эрнст Рём и штурмовые отряды (СА)

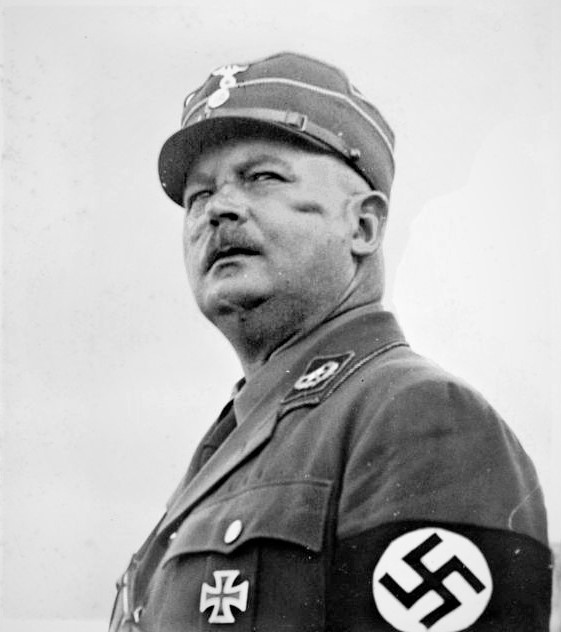
Эрнст Рём

Эрнст Рём, один из основателей и с 1931 года руководитель СА, создал «расширяющийся культ личности Рёма» в рядах СА, и многие члены СА стремились к революционному социалистическому режиму (социалистической части национал-социализма). Рём и значительная часть нацистской партии поддержали национал-социалистическую программу из 25 пунктов, поскольку она представлялась им как социалистическая, революционная и антикапиталистическая. Им казалось, что Гитлер выполнит эти обещания, когда придет к власти. По словам историков Д. Г. Уильямсона и Жана-Дени, поскольку Рём «имел значительную симпатию к более социалистическим аспектам нацистской программы», «перебежчики из числа коммунистов и социалистов вступили в нацистскую партию на несколько лет, где их презрительно называли „бифштексами“».
Радикализация Рёма и СА вышла на первый план в 1933—1934 годах, когда он стремился вовлечь в СА как можно больше бойцов из рабочих и люмпенов, а также организовать их в перманентную или «вторую революцию» после того, как Гитлера назначили рейхсканцлером. После прихода к власти Гитлер объявил начало «национальной революции». При этом Рём и СА ждали, когда наступит «социалистический» этап национал-социалистической революции. Имея под командованием 2,5 млн штурмовиков к концу 1933 года, Рём задумал чистку консервативной фракции в СА и во всей Германии. Это, согласно ему, повлекло бы за собой большую национализацию промышленности, «рабочий контроль над средствами производства» и «конфискацию и перераспределение собственности и богатств высших классов». Однако Гитлер не считал необходимым «социалистический» этап революции, так как это означало бы начало войны с рейхсвером и ссору с промышленниками, а также временный экономический спад. Гитлер стремился опереться на профессиональную армию и промышленные картели для перевооружения Германии и внешней экспансии, чему социалистические преобразования могли помешать.
Такая идеологическая и политическая борьба внутри НСДАП побудила Гитлера устранить Рёма, высшее руководство СА и лидеров социалистического крыла типа Грегора Штрассера в «Ночь длинных ножей» летом 1934 года.
Некоторые исследователи считают, что поскольку большинство членов СА были выходцами из рабочих семей или безработными, они были склонны к марксистскому социализму. Историк Томас Фридрих утверждает, что неоднократные попытки Коммунистической партии Германии обратиться к рабочему происхождению СА для их переубеждения были «обречены на провал», так как большинство членов СА были подвержены культу личности Гитлера, насаждавшемуся в НСДАП с начала 1920-х годов, и уничтожении «марксистского врага».

## Масштаб
В некоторых городах число «бифштексов» было значительным. Рудольф Дильс, глава гестапо с 1933 по 1934 год, сообщал, что 70 % новых рекрутов СА в Берлине были коммунистами. Однако, по мнению немецкого историка Свена Рейхардта, расчёты Дильса, скорее всего, преувеличены.